# Slag bij Køge
De Slag bij Køge was een veldslag tussen het Verenigd Koninkrijk en Denemarken-Noorwegen en vond plaats op 29 augustus 1807 tijdens de Kanonneerbootoorlog rondom de slag bij Kopenhagen.

## Aanloop
De Britse regering vreesde dat de machtige Deense vloot in de handen zou vallen van het Franse Keizerrijk en zij stuurden de Denen dan ook een ultimatum. Dit ultimatum wezen de Denen af waarop de Britse troepen voet aan wal zette in Denemarken en op 16 augustus begon men met het bombardement van Kopenhagen. Generaal-luitenant Joachim Castenschiold kreeg daarop de opdracht om een vrijkorps te vormen en Kopenhagen te bevrijden. Diens leger hield zich op rond Roskilde, terwijl het leger van generaal Peter Lotharius Oxholm naar het zuiden trok. Op 28 augustus ontmoette de beide generaals zich bij Køge waardoor Castenschiold een leger van 7.000 milities kreeg.
Ondertussen had het Britse hoofdkwartier de bewegingen van de Deense troepen opgemerkt en stuurde ze op 27 augustus Arthur Wellesley eropuit om met het mogelijke gevaar af te rekenen.

## Slag
Wellesley stond aan het hoofd van een Anglo-Germaans leger dat zo'n 7.000 soldaten telde. De slag werd nabij Køge tussen de twee legers uitgevochten waarbij de meeste slachtoffers aan Deense kant vielen. Ruim duizend Denen werden door de Britten gevangengenomen waarmee de poging om Kopenhagen te bevrijden verijdeld werd.